# Басс, Сэм (преступник)
Сэм Басс (21 июля 1851 — 21 июля 1878) — американский грабитель поездов и один из самых известных преступник XIX века эпохи Дикого Запада.

## Биография
Басс остался сиротой в возрасте 10 лет. В течение следующих пяти лет он и его братья жили с жестоко обращавшимся с ними дядей. В 1869 году он бежал из дома и провёл следующий год в штате Миссисипи. В 1871 году он переехал в город Дентон на севере штата Техас.
После провала ряда попыток начать законное дело Басс стал бандитом. Он создал банду, которая грабила перевозившие золото из Сан-Франциско поезда Union Pacific Railroad. Басс и его люди перехватили 18 сентября 1877 года в Биг-Спринг (штат Небраска) поезд, который принёс им 60 000 долларов США, — это и по сей день остаётся крупнейшим ограблением поезда на Union Pacific Railroad.
Басс и его банда провели целую серию грабежей, но ни одно из ограблений, за исключением упомянутого, не приносило им больше 500 долларов одновременно. В 1878 году банда ограбила два дилижанса и четыре поезда в двадцати пяти милях от Далласа и стала объектом розыска сотрудников детективного агентства Пинкертона агентов и подразделения техасских рейнджеров во главе с капитаном Юниусом Пиком.
Бассу удавалось ускользать от рейнджеров до того момента, пока один из членов его банды, Джим Мерфи, не стал информатором агентов. Джон Б. Джонс был проинформирован о передвижениях Басса и устроил засаду на банду в Раунд-Рок, штат Техас, где Басс планирует ограбить банк округа Уильямсон.
19 июля 1878 года Басс и его банда приступили к разведке местности перед планируемым ограблением. Покупая табак в магазине, они были замечены заместителем шерифа Грэймсом. Когда подошедший к ним Грэймс потребовал, чтобы они сдали ему своё оружие, он был убит. Когда после этого они пытались бежать в лес, Басс был ранен выстрелом рейнджера Джорджа Херольда, а затем — выстрелом рейнджера сержанта Ричарда Вере. Басс был найден лежащим на пастбище через день группой рабочих-железнодорожников, которые вызвали власти. Он был взят под стражу и умер на следующий день, 21 июля 1878 года, в свой 27-й день рождения. Бас был похоронен в Раунд-Рок. Её изначальное надгробье ныне заменено новым, поскольку прежнее на протяжении десятилетий усиленно разбиралось на куски коллекционерами, стремившимися забрать себе куски камня с могилы бандита. То, что осталось от оригинального надгробья, ныне хранится в публичной библиотеке Раунд-Рок.